# Andrzej Nowicki (starosta)
Andrzej Waldemar Nowicki (ur. 16 lutego 1961 r. w Piszu) – samorządowiec, społecznik, prawnik, starosta powiatu piskiego.

## Życiorys
Jest absolwentem Wydziału Prawa Uniwersytetu w Białymstoku, na kierunku prawo. W latach 1998–2002 pełnił mandat radnego powiatu. Od 2002 do 2006 r. sprawował funkcję wiceprzewodniczącego rady powiatu piskiego i piastował stanowisko wicestarosty powiatu piskiego. 6 grudnia 2006 r. został wybrany starostą i pełni ten urząd już piątą kadencję.
Jest członkiem Stowarzyszenia Przymierze – Ziemia Piska, którego celem jest wspomaganie rozwoju dzieci i młodzieży w wieku od 3 do 25 lat, rozwijanie ich zainteresowania otoczeniem oraz uzyskanie optymalnego poziomu niezależności od innych osób w życiu codziennym. Jest również członkiem zarządu wojewódzkiego Polskiego Stronnictwa Ludowego województwa warmińsko-mazurskiego.
W 2023 r. został odznaczony przez Zarząd Związku Powiatów Polskich Honorowym Tytułem „Samorządowiec 25-lecia 1999 – 2023”. Drugą kadencję zasiada w Zarządzie Związku Powiatów Polskich.
W wyborach samorządowych w 2014 r. uzyskał 641 głosów. W wyborach samorządowych 2018 uzyskał: 1004 głosy (10.03% wszystkich w okręgu). W wyborach samorządowych w 2024 uzyskał 403 głosy uzyskując mandat radnego powiatu piskiego.

## Działalność społeczna i samorządowa
- Rada Powiatu Piskiego – radny, przewodniczący Komisji Rewizyjnej (1998–2002)
- Rada Powiatu Piskiego – radny, wiceprzewodniczący rady (2002–2006)
- Wicestarosta powiatu piskiego (2002–2006)
- Starosta powiatu piskiego (2006–obecnie)[21]
- Stowarzyszenie Przymierze – Ziemia Piska – członek stowarzyszenia
- Związek Ochotniczych Straży Pożarnych RP, Zarząd Oddziału Wojewódzkiego Województwa Warmińsko-Mazurskiego – członek zarządu

## Wyniki wyborcze
| Wybory | Komitet wyborczy | Komitet wyborczy                         | Organ                 | Okręg | Wynik          |
| ------ | ---------------- | ---------------------------------------- | --------------------- | ----- | -------------- |
| 2002   |                  | Komitet Wyborczy Przymierze Ziemia Piska | Rada Powiatu Piskiego | nr 3  | 275 (2,21%)    |
| 2006   |                  | Komitet Wyborczy Przymierze Ziemia Piska | Rada Powiatu Piskiego | nr 3  | 325 (2,34%)    |
| 2010   |                  | Komitet Wyborczy Przymierze Ziemia Piska | Rada Powiatu Piskiego | nr 3  | 784 (6,73%)    |
| 2014   |                  | Komitet Wyborczy Wyborców Ziemia Piska   | Rada Powiatu Piskiego | nr 3  | 641 (6,52%)    |
| 2018   |                  | Komitet Wyborczy Wyborców Ziemia Piska   | Rada Powiatu Piskiego | nr 3  | 1 004 (10,03%) |